# Saint-Vrain (Marne)
Saint-Vrain és un municipi francès, situat al departament del Marne i a la regió del Gran Est. L'any 2007 tenia 205 habitants.

## Demografia

### Població
El 2007 la població de fet de Saint-Vrain era de 205 persones. Hi havia 72 famílies, de les quals 12 eren unipersonals (4 homes vivint sols i 8 dones vivint soles), 24 parelles sense fills, 32 parelles amb fills i 4 famílies monoparentals amb fills.
La població ha evolucionat segons el següent gràfic:
Habitants censats

### Habitatges
El 2007 hi havia 79 habitatges, 73 eren l'habitatge principal de la família, 2 eren segones residències i 4 estaven desocupats. Tots els 79 habitatges eren cases. Dels 73 habitatges principals, 68 estaven ocupats pels seus propietaris, 4 estaven llogats i ocupats pels llogaters i 1 estava cedit a títol gratuït; 1 tenia dues cambres, 4 en tenien tres, 22 en tenien quatre i 46 en tenien cinc o més. 56 habitatges disposaven pel capbaix d'una plaça de pàrquing. A 19 habitatges hi havia un automòbil i a 51 n'hi havia dos o més.

### Piràmide de població
La piràmide de població per edats i sexe el 2009 era:
| Homes | Edats   | Dones |
| ----- | ------- | ----- |
| 0     | 95 o +  | 0     |
| 0     | 90 a 94 | 0     |
| 0     | 85 a 89 | 0     |
| 0     | 80 a 84 | 4     |
| 4     | 75 a 79 | 0     |
| 4     | 70 a 74 | 0     |
| 4     | 65 a 69 | 4     |
| 0     | 60 a 64 | 4     |
| 0     | 55 a 59 | 0     |
| 12    | 50 a 54 | 4     |
| 24    | 45 a 49 | 20    |
| 8     | 40 a 44 | 12    |
| 12    | 35 a 39 | 8     |
| 0     | 30 a 34 | 0     |
| 8     | 25 a 29 | 4     |
| 8     | 20 a 24 | 4     |
| 24    | 15 a 19 | 8     |
| 8     | 10 a 14 | 28    |
| 0     | 5 a 9   | 8     |
| 0     | 0 a 4   | 0     |

## Economia
El 2007 la població en edat de treballar era de 147 persones, 100 eren actives i 47 eren inactives. De les 100 persones actives 87 estaven ocupades (55 homes i 32 dones) i 14 estaven aturades (6 homes i 8 dones). De les 47 persones inactives 16 estaven jubilades, 14 estaven estudiant i 17 estaven classificades com a «altres inactius».

### Ingressos
El 2009 a Saint-Vrain hi havia 82 unitats fiscals que integraven 218 persones, la mediana anual d'ingressos fiscals per persona era de 17.113 €.

### Activitats econòmiques
Dels 6 establiments que hi havia el 2007, 3 eren d'empreses de construcció, 2 d'empreses de comerç i reparació d'automòbils i 1 d'una empresa de serveis.
Dels 3 establiments de servei als particulars que hi havia el 2009, 1 era un guixaire pintor, 1 lampisteria i 1 empresa de construcció.
L'any 2000 a Saint-Vrain hi havia 7 explotacions agrícoles que ocupaven un total de 640 hectàrees.

## Equipaments sanitaris i escolars
El 2009 hi havia una escola elemental integrada dins d'un grup escolar amb les comunes properes formant una escola dispersa.

## Poblacions més properes
El següent diagrama mostra les poblacions més properes.